# مكاو أزرق الرأس
مكاو أزرق الرأس هو نوع من طائر المكاو يعيش في شرق دولة البيرو، شمال غرب بوليفيا وأقصى غرب البرازيل.